# نيكولاي تشيرنيشيفسكي
نيكولاي غافريلوفيتش تشيرنيشيفسكي (12 يوليو 1828 - 17 أكتوبر 1889) (بالروسية: Никола́й Гаври́лович Черныше́вский) هو فيلسوف مادي وناقد واشتراكي وثوري روسي (اعتبره البعض اشتراكيًا مثاليًا). كان زعيم الحركة الديمقراطية الثورية في ستينيات القرن التاسع عشر، وكان له تأثير على فلاديمير لينين، وإيما غولدمان، والكاتب السياسي الاشتراكي الصربي سفيتوزار ماركوفيتش (Svetozar Marković).

## روابط خارجية
- نيكولاي تشيرنيشيفسكي على موقع IMDb (الإنجليزية)
- نيكولاي تشيرنيشيفسكي على موقع الموسوعة البريطانية (الإنجليزية)
- نيكولاي تشيرنيشيفسكي على موقع ديسكوغز (الإنجليزية)
- نيكولاي تشيرنيشيفسكي على موقع قاعدة بيانات الفيلم (الإنجليزية)
- أعمال أو نبذة عن نيكولاي تشيرنيشيفسكي على أرشيف الإنترنت
- أعمال نيكولاي تشيرنيشيفسكي في ليبري فوكس